# HTC Windows Phone 8X
HTC Windows Phone 8X (відомий також як HTC Accord)  — смартфон, розроблений компанією HTC Corporation, анонсований 19 вересня 2012 року у Нью-Йорку, США.

## Критика
Ресурсом CNET смартфону було надано досить високі відгуки: «враховуючи технічні характеристики та яскравий дизайн, HTC Windows Phone 8X буде розумним вибором для тих, хто готовий поринути в операційну систему Windows Phone». До переваг апарату віднесли найкращий процесор своєї серії, швидкість LTE, чудову якість зв'язку і форму із гострими кутами. До недоліків  — нестача ключових додатків для ОС, клавіші мало виступають, камера робить не надто якісні фото.

## Продажі
В Україні продажу почнуться у другій декаді листопада, рекомендована ціна буде 5999 ₴, про що було оголошено 2 листопада 2012 року під час презентації лінійки смартфонів компанією HTC.
У Великій Британії смартфон буде доступним 2 листопада 2012 року, про що було оголошено у роздрібній торговій мережі Clove, початкова ціна становить £ 399.98.

## Огляд приладу
- Огляд HTC Windows Phone 8X: яким повинен бути смартфон на Windows [Архівовано 7 листопада 2012 у Wayback Machine.] на CNET (англ.)
- HTC Windows Phone 8S і 8X: попередній огляд смартфонів на Windows 8 [Архівовано 20 жовтня 2012 у Wayback Machine.] (рос.)

## Відео
- Огляд HTC Windows Phone 8X [Архівовано 22 вересня 2012 у Wayback Machine.] від PhoneArena (англ.)